# 帯広市立花園小学校
帯広市立花園小学校（おびひろしりつ はなぞのしょうがっこう）は、北海道帯広市に所在する公立小学校。

## 児童数
- 児童数 - 215人
  - 1年生 - 32人
  - 2年生 - 38人
  - 3年生 - 38人
  - 4年生 - 35人
  - 5年生 - 37人
  - 6年生 - 35人
  - 特別支援学級（内数）- 27人

2019年（令和元年）5月1日現在

## 進学先中学校
- 帯広市立帯広第四中学校
- 帯広市立帯広第五中学校
- 帯広市立南町中学校

2016年（平成28年）5月1日現在